# Castlevania: Lords of Shadow — Mirror of Fate
Castlevania: Lords of Shadow — Mirror of Fate (с англ. — «Каслвания: Владыки Теней — Зеркало Судьбы»)  — видеоигра из серии Castlevania, которая является прямым продолжением перезапуска франшизы под названием Castlevania: Lords of Shadow.
Обновленная версия игры под названием Castlevania: Lords of Shadow — Mirror of Fate HD была выпущена 25 октября 2013 года для Xbox 360 через Xbox Live Arcade, 29 октября 2013 года для PlayStation 3 через PlayStation Network и 27 марта 2014 года для Microsoft Windows через Steam.

## Игровой процесс
Игрок исполняет роль Габриэля Бельмонта, его сына Тревора Бельмонта, внука Саймона Бельмонта (сына Тревора) и Алукарда. Mirror of Fate — это приключенческая игра в жанре экшн.
В случае с Тревором и Алукардом, как и в первой Lords of Shadows, их основное оружие (Боевой Крест и Темная Боль соответственно) может быть улучшено на протяжении всего сюжета, хотя их можно улучшить только один раз. За исключением Габриэля, три играбельных персонажа обладают уникальными магическими способностями. Вторичное оружие в Mirror of Fate — это специальное оружие, питаемое Сердцами. Они активируются нажатием кнопки «А».

## Сюжет
Саймон (озвученный Алеком Ньюманом) — сын Тревора (озвученный Ричардом Мэдденом) и Сифы Белмонт. В возрасте шести лет он лишился семьи: отец отправился на поиски Дракулы (озвучен Робертом Карлайлом), окончившимися его смертью, а мать была убита слугами Князя Тьмы. Одинокий, неудержимый и мстительный, Саймон был найден и воспитан горным народом, став могучим воином. Спустя годы, натренированный, Саймон отправляется в логово Дракулы, чтобы отомстить ему. И на этом пути он находит неожиданную помощь в лице вампира Алукарда, преследующего собственную цель.
Совместными усилиями Саймон и Алукард смогли нанести Дракуле поражение и убить его, но Алукард подозревает, что борьба с Князем Тьмы еще не окончена.
Параллельно история раскрывает судьбу Тревора Бельмонта на его пути в поисках Дракулы. Движимый желанием отомстить кровопийце за судьбу матери, Тревор сталкивается в бою с Дракулой, не ведающим, что его противник — его собственный сын, рожденный в тайне от отца. Сражение между отцом и сыном заканчивается гибелью Тревора, и лишь тогда Дракула (в прошлом Габриэль Бельмонт) узнал правду о своем противнике и в отчаянии пытался спасти, в результате похоронив в гробу в своем замке. Это событие стало концом Тревора Бельмонта и рождением Алукарда — вампира, поклявшегося противостоять отцу в его разрушительной войне с человечеством.

## Разработка
Mirror of Fate была анонсирована в мае 2012 года для Nintendo 3DS как игра в жанре action-adventure, которая выйдет 5 марта 2013 года в Северной Америке и 8 марта 2013 года в Европе. По словам продюсера Дэвида Кокса, команда разработчиков позже разработала Castlevania: Lords of Shadow — Mirror of Fate в HD и адаптировала его для Nintendo 3DS. Эта версия Mirror of Fate была отложена, потому что в MercurySteam не были довольны некоторыми его элементами.

## Отзывы
| Сводный рейтинг    | Сводный рейтинг                         |
| Агрегатор          | Оценка                                  |
| ------------------ | --------------------------------------- |
| GameRankings       | (X360) 74,00 % (3DS) 71,32 %            |
| Metacritic         | (3DS) 72/100 (X360) 73/100 (PS3) 70/100 |
| Иноязычные издания |                                         |
| Издание            | Оценка                                  |
| 1UP.com            | C-                                      |
| Game Informer      | 8,5/10                                  |
| GameSpot           | 7/10                                    |
| IGN                | 4,7/10                                  |
| Joystiq            | 3,5/5                                   |

Игра получила неоднозначные отзывы: 72/100 на сайте Metacritic для Nintendo 3DS. Питер Браун из GameSpot дал игре 7 из 10, похвалив визуальные эффекты и боевую систему, критикуя низкую сложность игры и предсказуемую историю. Колин Мориарти из IGN поставил игре 4,7 из 10, заключив, что в ней был «акцент на фрагментированной разведке и неглубоком продвижении».

## Продажи
Летом 2018 года, благодаря уязвимости в защите Steam Web API, стало известно, что точное количество пользователей сервиса Steam, которые играли в Castlevania: Lords of Shadow — Mirror of Fate HD хотя бы один раз, составляет 79 325 человек.

## Заметки
1. ↑  известный в Японии как Castlevania: Lords of Shadow Sadame no Makyō (яп. キャッスルヴァニア ロード オブ シャドウ 宿命の魔鏡 Rōdo obu Shadō Sadame no Makyō, lit. Castlevania: Lords of Shadow - Magic Mirror of Destiny)